# Pantaleone Pironti
Pantaleone Pironti (... – 1220) è stato un vescovo cattolico italiano.
Apparteneva alla nobile ed antica famiglia Pironti, patrizi di Ravello.
Fu vescovo di Ravello dal 1210 al 1220; fu consacrato per l'imposizione delle mani di papa Innocenzo III.
Ottenne, per sé e per i suoi successori, ampia conferma dei privilegi di cui avevano goduto gli altri vescovi ravellesi suoi predecessori, fra cui la diretta dipendenza dalla Santa Sede.
Nel 1215 Pantaleone fu inviato al Concilio Lateranense IV dal medesimo Pontefice - Concilio che stabilì la dottrina della transustanziazione, per spiegare la presenza reale del corpo e del sangue di Cristo nell'eucaristia - come attesta la pergamena del 4 ottobre 1215, in cui egli chiese al clero di avere un aiuto per il viaggio: "...quæsivimus a vobis omnibus presbiteris et clericis congregationis civitatis Ravelli ut daretis nobis adiutorium ad eundem predictum concilium...". La Congregazione gli assegnò: "tres clericos nostre congregationis... ut sint ad honorem vestrum et nostrum et ad nostras expensas sicut in privilegio domini Ursonis bone memorie Ravellensis episcopi et fundatoris nostre matris ecclesie continetur…".
Pantaleone morì nel 1220, e fu tumulato in un sepolcro marmoreo con l'epitaffio: "PANTALEO PRÆSUL VENERABILIS HIC REQUESCIT
EST NUMERO QUARTUS CŒLESTI SEDE LOCATUS". (Qui riposa il venerabile presule Pantaleone che fu il quarto a riposare nella celeste Sede).